# 宋正本
宋正本（?—?），隋朝末年民变人物，窦建德大夏政权中纳言。
宋正本少时勤读经史诸家，博学多才，在乡里闻名。大业十四年（618年）出任饶阳（今河北省饶阳县）县令。当时窦建德割据河北等地，他以平定河北的策略说服窦建德，窦建德把他作为谋主、参赞军事，很受信任。窦建德定都乐寿（今河北省献县），下令住所称作金城宫，设置百官，宋正本居尚书重任。宗城有人得到玄圭献给窦建德，宋正本和景城丞会稽人孔德绍说：“这是上天赐给大禹的，请将国号改为夏。”于是窦建德称夏王，以宋正本为纳言，孔德绍为内史侍郎。隋炀帝被杀，宋正本力劝窦建德杀宇文化及，以报君仇。窦建德抓获了郑善果，郑善果羞愧万分，想自杀，宋正本跑去制止了郑善果。宋正本运筹帷幄，料敌致胜，后为中书令。宋正本被人进谗言，窦建德将他杀害。